# 歌舞冰上
Art on Ice是來自瑞士的滑冰表演，由瑞士前國家花滑冠軍Oliver Höner創立與製作，首演於1996年，每年固定於2月～3月於瑞士各城市（蘇黎世、洛桑等）演出，同時會由瑞士電視台實況轉播。曾於2017年被歐洲權威劇院雜誌 Venues Today（現為 Venues Now）在2017年評為：「世界最賣座娛樂秀。」
該演出前身為1995年同樣由Oliver Höner製作的Eiskunstlauf der Weltklasse，一年後，經過更縝密的規劃，正式以 Art on Ice 出現在瑞士觀眾面前，並結合現場歌手與樂團演奏。

## 奧運選手出演紀錄
- 阿列克謝·烏曼諾夫
- 阿列克謝·亞古丁
- 荒川靜香
- 奧克薩娜·巴尤爾
- Oksana Grishuk
- 高橋大輔
- 凯琳·奥斯蒙德
- 申雪 與 趙宏博
- 瑪莉娜·阿妮西娜 與 格温达尔·佩泽拉
- 奧克薩娜·卡扎科娃 與 Artur Dmitriev
- 納芙卡 與 Roman Kostomarov
- 雅米·萨莱 與 达维德·佩尔蒂埃
- Tatiana Totmianina 與 Maxim Marinin
- Tatiana Volosozhar  與 Maxim Trankov

## 世界冠軍出演紀錄
- 史蒂芬·蘭比爾
- 科特·布朗寧
- 布萊恩·奧瑟
- 瑪麗亞·布特爾斯卡婭
- 陳露
- 佐藤有香
- 伊琳娜·斯盧茨卡婭
- Denise Biellmann
- Shae-Lynn Bourne
- Maria Butyrskaya